# Ад-Дусари, Хамис
Хами́с а́ль-Овайра́н а́д-Досари́ (араб. خميس العويران الدوسري‎; 8 сентября 1973, Эр-Рияд — 7 января 2020) — саудовский футболист, полузащитник. Выступал за сборную Саудовской Аравии. Участник чемпионата мира 1998 года и чемпионата мира 2002 года.

## Карьера

### Клубная
Профессиональную карьеру начал в 1995 году в клубе «Аль-Хиляль» из Эр-Рияда, за который затем выступал до 2001 года, выиграв вместе с командой за это время 2 раза чемпионат Саудовской Аравии, 1 раз Кубок наследного принца Саудовской Аравии, 2 раза Кубок Саудовской федерации футбола, 1 раз Лигу чемпионов АФК, 1 раз Кубок обладателей кубков Азии, 2 раза Суперкубок Азии, 1 раз Арабский кубок обладателей кубков и 1 раз Клубный кубок чемпионов Персидского залива. В 2001 году перешёл в «Аль-Иттихад» из Джидды, в составе которого выступал до 2007 года, успев стать за это время вместе с командой дважды чемпионом Саудовской Аравии, 1 раз обладателем Кубка наследного принца Саудовской Аравии, дважды победителем Лиги чемпионов АФК, 1 раз победителем Арабской лиги чемпионов и 1 раз обладателем Саудовско-Египетского суперкубка. С 2007 года, после завершения контракта с «Аль-Иттихадом», являлся свободным агентом.

### В сборной
В составе главной национальной сборной Саудовской Аравии выступал с 1996 по 2004 год. Участник чемпионата мира 1998 года и чемпионата мира 2002 года. Вместе с командой становился финалистом Кубка Азии в 2000 году, а также дважды обладателем Кубка арабских наций и Кубка наций Персидского залива.

## Достижения

### Командные
Финалист Кубка Азии:
- 2000

Обладатель Кубка арабских наций: (2)
- 1998, 2002

Обладатель Кубка наций Персидского залива: (2)
- 2002, 2003

Финалист Кубка наций Персидского залива:
- 1998

Чемпион Саудовской Аравии: (4)
- 1995/96, 1997/98, 2002/03, 2006/07

Обладатель Кубка наследного принца Саудовской Аравии: (2)
- 1999/00, 2003/04

Обладатель Кубка Саудовской федерации футбола: (2)
- 1995/96, 1999/00

Победитель Лиги чемпионов АФК: (3)
- 2000, 2004, 2005

Обладатель Кубка обладателей кубков Азии:
- 1997

Обладатель Суперкубка Азии: (2)
- 1997, 2000

Победитель Арабской лиги чемпионов:
- 2004/05

Обладатель Арабского кубка обладателей кубков:
- 2000/01

Обладатель Клубного кубка чемпионов Персидского залива:
- 1998

Обладатель Саудовско-Египетского суперкубка:
- 2003